# Anquetierville
Anquetierville é uma comuna francesa na região administrativa da Normandia, no departamento de Sena Marítimo. Estende-se por uma área de 4,1 km². Em 2010 a comuna tinha 349 habitantes (densidade: 85,1 hab./km²).